# Aeroporto di Boise
L'Aeroporto di Boise (IATA: BOI, ICAO: KBOI) è un aeroporto civile situato in Idaho, nella Contea di Ada, a 5 km dal centro di Boise.  L'aeroporto, situato a 875 m s.l.m., è utilizzato per i voli domestici e dispone di un unico terminal passeggeri, di una torre di controllo del traffico aereo e di tre piste in asfalto: la prima con orientamento 10L/28R lunga 3.048 metri, la seconda con orientamento 10R/28L lunga 2.976 metri e la terza con orientamento 9R/27L lunga 1.524 metri.